# Brachioppiella sensilla
Brachioppiella sensilla är en kvalsterart som först beskrevs av Sandór Mahunka 2002.  Brachioppiella sensilla ingår i släktet Brachioppiella och familjen Oppiidae. Inga underarter finns listade.